# Marisol Espinoza

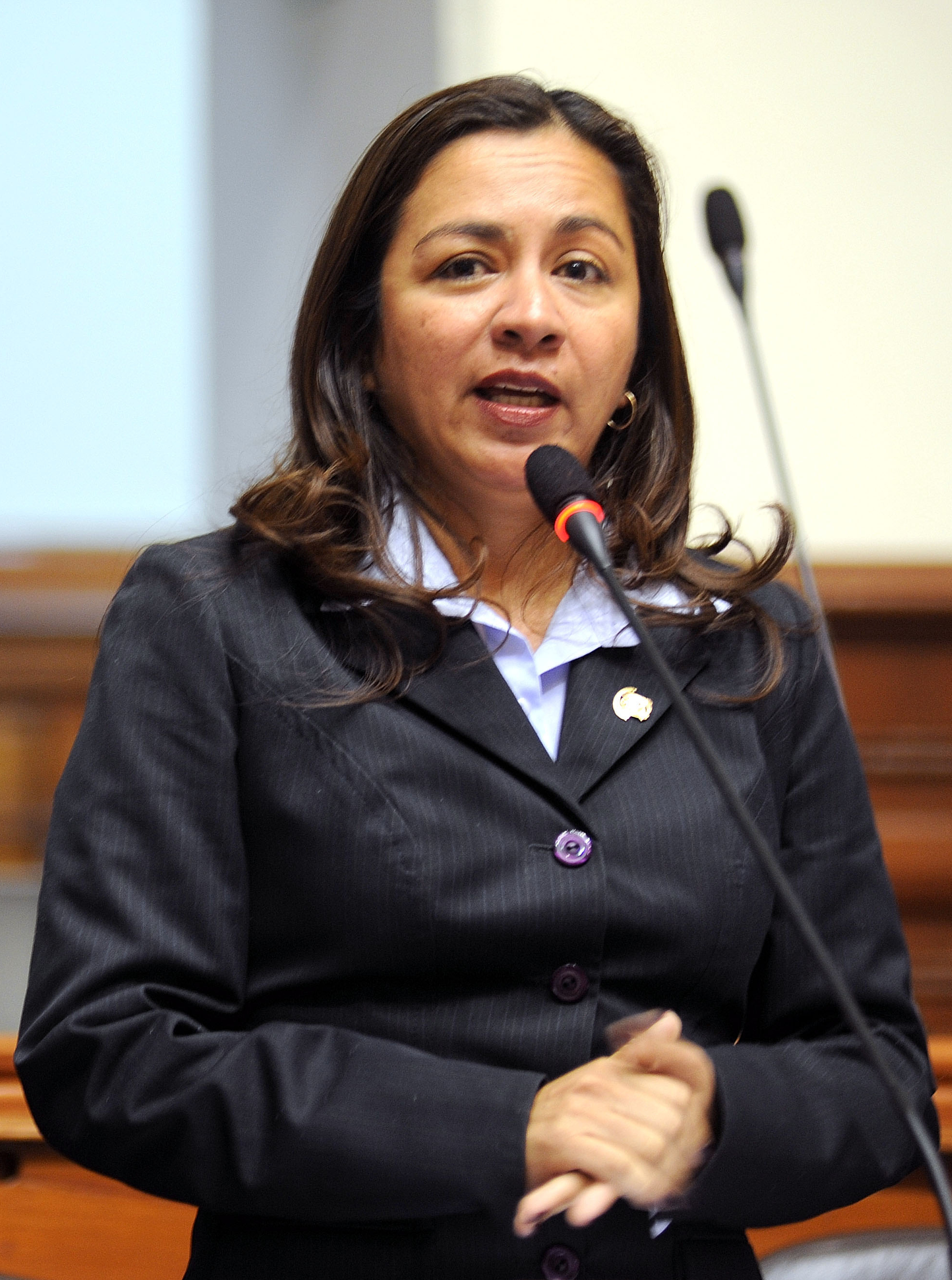
Marisol Espinoza, 2010

Marisol Espinoza Cruz (* 31. Juli 1967 in Piura, Peru) ist eine peruanische Rechtsanwältin, Journalistin und Politikerin. Sie war unter Präsident Humala von 2011 bis 2016 die Erste Vizepräsidentin Perus.

## Leben
Marisol Espinoza Cruz ist am 31. Juli 1967 als Tochter von Luis Orlando Espinoza Sánchez und Luzterfilia Cruz in Piura geboren. In der Universidad de Piura studierte sie Informationswissenschaft. Danach absolvierte sie ein Masterstudium der Wirtschaftswissenschaften in der Universidad Nacional de Piura. Nach Abschluss ihres Studiums arbeitete sie von 1991 bis zu Beginn ihrer politischen Karriere im Jahr 2006 als Journalistin für verschiedene peruanische Zeitungen und Fernsehsender. 1991 und 1992 arbeitete sie als Reporterin für RBC Televisión und América Televisión. Danach leitete sie bis 2006 das Wirtschaftsressort der Zeitung El Tiempo, eine in Piura erscheinende Tageszeitung.
Von 2007 bis 2012 studierte sie Rechtswissenschaften an der Universidad de San Martín de Porres. Seit 2015 ist an dieser Universität als Rechtsanwältin sowie als Hochschullehrerin für Politische Ökonomie angestellt. Espinoza ist verheiratet und hat eine Tochter.

## Politische Laufbahn
In der Legislaturperiode vom 28. Juli 2006 bis zum 28. Juli 2011 vertrat Espinoza als Mitglied der peruanischen Partei Unión por el Perú die Region Piura als Abgeordnete im peruanischen Kongress. Zu den Wahlen in Peru 2011 wechselte sie ihre Parteizugehörigkeit und trat dem Partido Nacionalista Peruano (PNP) bei. Sie wurde zur Ersten Vizepräsidentin Perus für die Periode vom 28. Juli 2011 bis zum 28. Juli 2016 gewählt. Ollanta Humala, damaliger Parteivorsitzender des PNP, wurde zum Präsidenten Perus gewählt. Ihr Parteikollege Omar Chehade wurde zum Zweiten Vizepräsidenten Perus gewählt. Nachdem er jedoch im Januar 2012 zurückgetreten war, blieb das Amt des Zweiten Vizepräsidenten bis zum Ende der Legislaturperiode vakant.
Im September 2015 stieg sie aus dem PNP aus, nachdem sie sich mit Nadine Heredia, Parteivorsitzende des PNP und Humalas Ehefrau, zerstritten hatte. Im darauffolgenden Monat verließ sie das Wahlbündnis Gana Perú, zu dem der PNP gehörte und das den Präsidenten stellte. Im Januar 2016 trat sie der Alianza para el Progreso (APP) bei. Als Mitglied der APP wurde sie bei den Wahlen in Peru 2016 als Abgeordnete in den peruanischen Kongress gewählt. Erneut vertrat sie ihre Heimatregion Piura. Obwohl sie für die Legislaturperiode vom 28. Juli 2016 bis zum 28. Juli 2021 gewählt wurde, verloren sie und die weiteren Abgeordneten ihre Mandate am 30. September 2019, als Präsident Martín Vizcarra den Kongress auflöste. Am selben Tag stimmte der Kongress trotz Auflösung über die Suspendierung Vizcarras ab. Da Espinoza für die Suspendierung des Präsidenten gestimmt hatte, verstieß der Parteivorsitzende der APP César Acuña sie im Oktober 2019 aus der Partei. Acuña sagte aus, dass sie sich damit mit der fujimoristischen Partei Fuerza Popular verbündet habe und so der eigenen Partei schaden wolle. Espinoza selbst sagte, dass sie mit keiner anderen Partei verbündet sei und dass auch Mitglieder anderer Parteien für die Suspendierung des Präsidenten gestimmt hätten. Am 26. Januar 2020 folgte eine vorzeitige Neuwahl, bei der die 130 Sitze des Kongresses bis zum Ende der Legislaturperiode neu verteilt wurden. Espinoza wurde nicht wiedergewählt.